# Goranboy
Goranboy este un oraș din Azerbaidjan, înființat în 1966.